# 伊莎贝尔·费尔南德斯 (柔道运动员)
伊莎贝尔·费尔南德斯（西班牙語：Isabel Fernández，1972年2月1日—），西班牙女子柔道运动员。她曾代表西班牙参加1996年、2000年和2008年夏季奥林匹克运动会柔道比赛，获得一枚金牌和一枚铜牌。